# 요비쓰기역
요비쓰기역(일본어: 呼続駅)은 일본 아이치현 나고야시 미나미구에 위치한 나고야 철도 나고야 본선의 철도역이다. 역 번호는 NH 31이며, 상대식 승강장 2면 2선의 구조를 갖춘 지상역이다.

## 타는 곳
| 1 | ■ 나고야 본선 | 하행 | 나고야 · 기후 · 쓰시마 · 이누야마 방면    |
| 2 | ■ 나고야 본선 | 상행 | 도요아케 · 히가시오카자키 · 도요하시 방면 |

## 이용 현황
| 연도 | 1일 평균 승차 인원 |
| ---- | ------------------ |
| 2000 | 988                |
| 2001 | 960                |
| 2002 | 921                |
| 2003 | 878                |
| 2004 | 850                |
| 2005 | 847                |
| 2006 | 837                |
| 2007 | 839                |
| 2008 | 827                |
| 2009 | 846                |
| 2010 | 1,012              |
| 2011 | 1,025              |
| 2012 | 1,032              |
| 2013 | 1,080              |
| 2014 | 1,065              |
| 2015 | 1,116              |

## 역 주변
- 나고야 시영 지하철 메이조 선 묘온도리 역
- 나고야 시영 지하철 메이조 선 · 사쿠라도리 선 아라타마바시 역
- 이온 몰 아라타마바시

## 인접 역
| 나고야 철도 나고야 본선    | 나고야 철도 나고야 본선 | 나고야 철도 나고야 본선        |
| -------------------------- | ----------------------- | ------------------------------ |
| NH 30 사쿠라 도요하시 방면 | ■ 나고야 본선           | 호리타 NH 32 메이테쓰기후 방면 |